# Starszy bosmanmat
Starszy bosmanmat (st. bsmt) – wojskowy stopień podoficerski w polskiej Marynarce Wojennej, odpowiadający plutonowemu w Wojskach Lądowych i Siłach Powietrznych.

## Geneza
Matowie pojawili się w XV wieku jako funkcja między majtkami a bosmanami. Zajmowali się bezpośrednim kierowaniem pracą określonych grup majtków, a następnie marynarzy. Ze względu na prace, jakie wykonywali matowie byli podzieleni na określone grupy specjalistów, np. matowie-żaglomistrze, matowie-magazynierzy i wiele innych. Następnie w hierarchii pojawili się bosmanmatowie, którzy byli pomocnikami bosmanów w danych specjalnościach. Po przekształceniu się tytułu bosmana w stopień wojskowy to samo stało się z matami i bosmanmatami.

## Użycie
Stopień starszego bosmanmata powstał w Polsce w 1997 i został umiejscowiony pomiędzy bosmanmatem, a bosmanem. Od momentu utworzenia starszy bosmanmat jest odpowiednikiem starszego plutonowego. Stopień wojskowy starszego bosmanmata jest tymczasowo utrzymany, z przeznaczeniem do likwidacji. W związku z tym nie jest zaszeregowany dla którejkolwiek grupy uposażenia, ani nie jest określony w kodzie NATO.
Na podstawie ustawy z dnia 11 października 2013 roku o zmianie ustawy o służbie wojskowej żołnierzy zawodowych oraz niektórych innych ustaw, z dniem 1 stycznia 2014 roku stopień starszego plutonowego (starszego bosmanmata) został zniesiony. Podoficerowie zawodowi, żołnierze rezerwy oraz osoby niepodlegające obowiązkowi służby wojskowej posiadający stopnie wojskowe starszego plutonowego (starszego bosmanmata) zostali mianowani z dniem 1 stycznia 2014 roku na stopień sierżanta (bosmana).